# Piaggio Ape

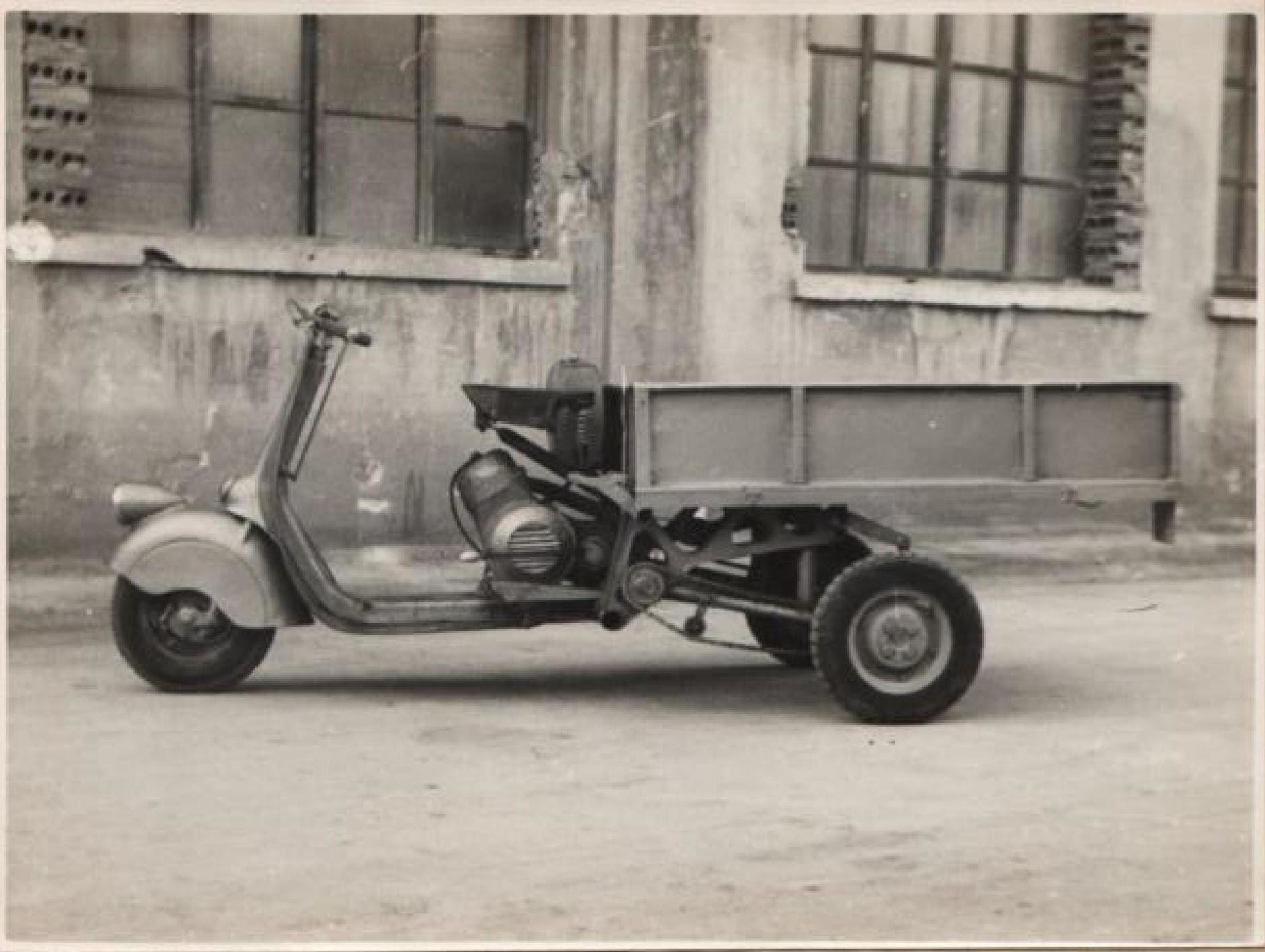
1er Piaggio Ape présenté à la Foire de Milan en 1946.

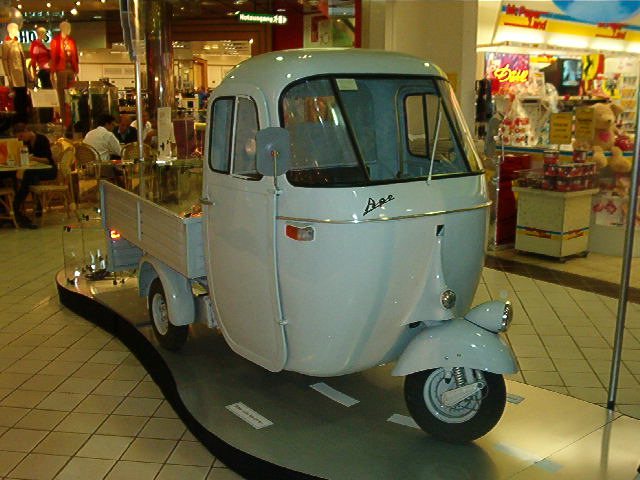
Ape Piaggio modèle C.

Pour les articles homonymes, voir Ape.
 (mars 2020).
L'Ape est un véhicule utilitaire triporteur du constructeur italien Piaggio, présenté à la Foire Internationale de Milan en 1946. Sa fabrication a débuté en 1948, construit sur la base du scooter Vespa avec un guidon et une roue unique de direction carénée à l'avant et une plate-forme de chargement à l'arrière.
Depuis son lancement, Piaggio a présenté et fabriqué une multitude de modèles de différentes cylindrées et configurations jusqu'à nos jours où il est toujours d'actualité.

## Histoire
Comme le scooter Vespa, l'Ape a été inventé par Enrico Piaggio et Corradino D'Ascanio. Ce dernier a bien défini l'objectif de l'Ape : 

« Il s'agissait de combler une lacune dans la gamme des moyens de transport légers des années d'après guerre. Il nous est apparu évident qu'il fallait proposer une petite fourgonnette (moto fourgonnette) de petite cylindrée et faible consommation, fiable, bon marché avec un très faible coût d'entretien, facile à conduire dans le trafic urbain, et surtout adaptée au transport des marchandises pour alimenter les commerces des centres-villes et des campagnes. »

Les premiers utilisateurs ont effectivement été les petits commerçants qui ont pu alimenter leurs magasins et livrer leurs plus gros clients, les artisans et les entreprises de livraison dédiées aux centres-villes.

## Modèles

### Modèles Piaggio Ape Italie
- 1948-52 : première série Ape A restée sans changement jusqu'en 1952. C'était une Vespa avec un plateau à l'arrière, équipée du moteur de la Vespa de 125 cm3,
- 1952-56 : Ape B, peu différente de la « A » à l'exception du moteur dont la cylindrée est portée à 150 cm3 et la commande de la boîte de vitesses modernisée,
- 1956-67 : Ape C reçoit en série la cabine fermée qui était avant proposée en option. Le démarrage est toujours, comme sur la Vespa, au pied mais un démarreur électrique est proposé en option.
- 1965-73 : Ape E apparu avant le « D » avec un moteur de 150 cm3.
- 1967-74 : Ape D avec un moteur de 175 cm3 et le phare est maintenant placé sur la cabine et non plus sur le garde boue de la roue avant. La cabine est dotée du chauffage réglable.
- 1969 : l'Ape 50 est lancé avec le moteur de 50 cm3 de la Vespa 50, son phare avant devient rectangulaire et sa consommation et encore réduite à 3 L aux 100 km.
- 1968-78 : Ape MP, soit la version avec le moteur placé à l'arrière du véhicule pour réduite les vibrations et augmenter le confort du conducteur,
- 1970-78 : Ape 400R, avec le moteur de 175 cm3,
- 1971 : lancement de la version Apecar, avec une cabine carrée à l'avant de la même largeur que le plateau arrière. En 1984, le véhicule reçoit de nouveaux moteur essence de 220 cm3 et diesel de 422 cm3. En 1986, la version Max D est lancée qui offre une charge utile de 900 kg.
- 1979 : Ape P avec un moteur essence de 175 cm3,
- 1981-93 : Ape 500, reprend le moteur de 175 cm3 mais la cabine dispose de deux phares avant aux extrémités de la calandre,
- 1983-20xx : Ape TM avec moteur essence de 218 cm3 et diesel de 422 cm3 avec, au choix, un guidon ou un volant,
- 1994-99 : Ape Web et Ape Cross, avec plateau court (Web) et long (Cross), moteur de 49,8 cm3,
- 1996-20xx : Ape 50 complètement nouveau avec moteur de 49,8 cm3, existe en version fourgonnette,
- 2000-20xx : Ape Cross Country 50, version restylée de l'Ape 50.

### Modèles Piaggio Ape Inde
Les modèles Vespa sont fabriqués en Inde depuis 1963 et l'Ape est fabriqué dans l'usine indienne de Piaggio mise en service en 1997 à Baramati dans la province de Pune. Les versions indiennes sont écrites « Apé ».
- Apé city, disponible avec un moteur diesel de 395 cm3 d'une puissance de 5,52 kW ou un moteur essence de 275 cm3 et 7,07 kW ou bi carburant (gaz naturel/essence) de 275 cm3 et 4,99 kW (5,76 kW avec l'essence) ; GPL/essence de 275 cm3 et 5,4 kW (5,85 kW en essence).
- Apé xtra, disponible avec un moteur Piaggio BSII de 395 cm3 d'une puissance de 5,5 kW (7,38 ch) ; ou un moteur diesel Piaggio BSIII de 436 cm3 et 4,1 kW (5,52 ch).
- Apé xtra LD, disponible avec les moteurs diesel Piaggio BSII de 395 cm3 d'une puissance de 5,5 kW (7,38 ch) ou BSIII de 436 cm3 et 4,1 kW (5,52 ch) ; ou au gaz naturel de 395 cm3 et 5,5 kW (7,53 ch).
- Apé xtra passenger, disponible avec un moteur diesel de 395 cm3 d'une puissance de 8 ch ; ou au gaz naturel de 395 cm3 de 5,5 kW (7,53 ch) ; ou GPL de 395 cm3 et 6,6 kW (9 ch).
- Apé mini (version indienne de l'Ape Poker italien), disponible avec un moteur diesel de 441 cm3 d'une puissance de 6,6 kW (9 ch).
- Depuis 2006, Ape Classic, version locale du fameux Ape 601 classique mais avec un moteur Diesel Lombardini de 422 cm3.
- Le 18 décembre 2019, Piaggio lance le triporteur électrique Piaggio Ape E-City en Inde. Il est produit localement dans l'usine Piaggio de Baramati dans l'État de Maharashtra

De plus, en Inde, Piaggio commercialise sous le nom « Apé truk + » une version du Piaggio Quargo.

## Piaggio Ape Calessino
Le modèle Ape Calessino a été présenté en 1948. Construit sur la base du triporteur Ape pour le transport de personnes. Il a connu un succès quasi immédiat notamment dans les centres balnéaires de la côte adriatique où les touristes profitèrent de ce moyen de locomotion simple et bon marché. Une version actualisée a été lancée en 2007.